# Hexatoma insidiosa
Hexatoma insidiosa är en tvåvingeart som beskrevs av Alexander 1938. Hexatoma insidiosa ingår i släktet Hexatoma och familjen småharkrankar. Inga underarter finns listade i Catalogue of Life.